# Liste der Bodendenkmäler in Castrop-Rauxel
Die Liste der Bodendenkmäler in Castrop-Rauxel enthält die denkmalgeschützten unterirdischen baulichen Anlagen, Reste oberirdischer baulicher Anlagen, Zeugnisse tierischen und pflanzlichen Lebens und paläontologischen Reste auf dem Gebiet der Stadt Castrop-Rauxel im Kreis Recklinghausen in Nordrhein-Westfalen (Stand: Mai 2019). Diese Bodendenkmäler sind in Teil B der Denkmalliste der Stadt Castrop-Rauxel eingetragen; Grundlage für die Aufnahme ist das Denkmalschutzgesetz Nordrhein-Westfalen (DSchG NRW).
| Bild           | Bezeichnung                                      | Lage                                                               | Beschreibung | Bauzeit | Eingetragen seit | Denkmal- nummer |
| -------------- | ------------------------------------------------ | ------------------------------------------------------------------ | ------------ | ------- | ---------------- | --------------- |
| weitere Bilder | Germanischer Handels- und Kultplatz „Zeche Erin“ | Behringhausen Behringhauser Straße / Erinstraße / Karlstraße Karte |              |         |                  | 2               |
| weitere Bilder | Burg Henrichenburg                               | Henrichenburg Freiheitsstraße Karte                                |              |         |                  | 3               |